# Zlatan-statyn

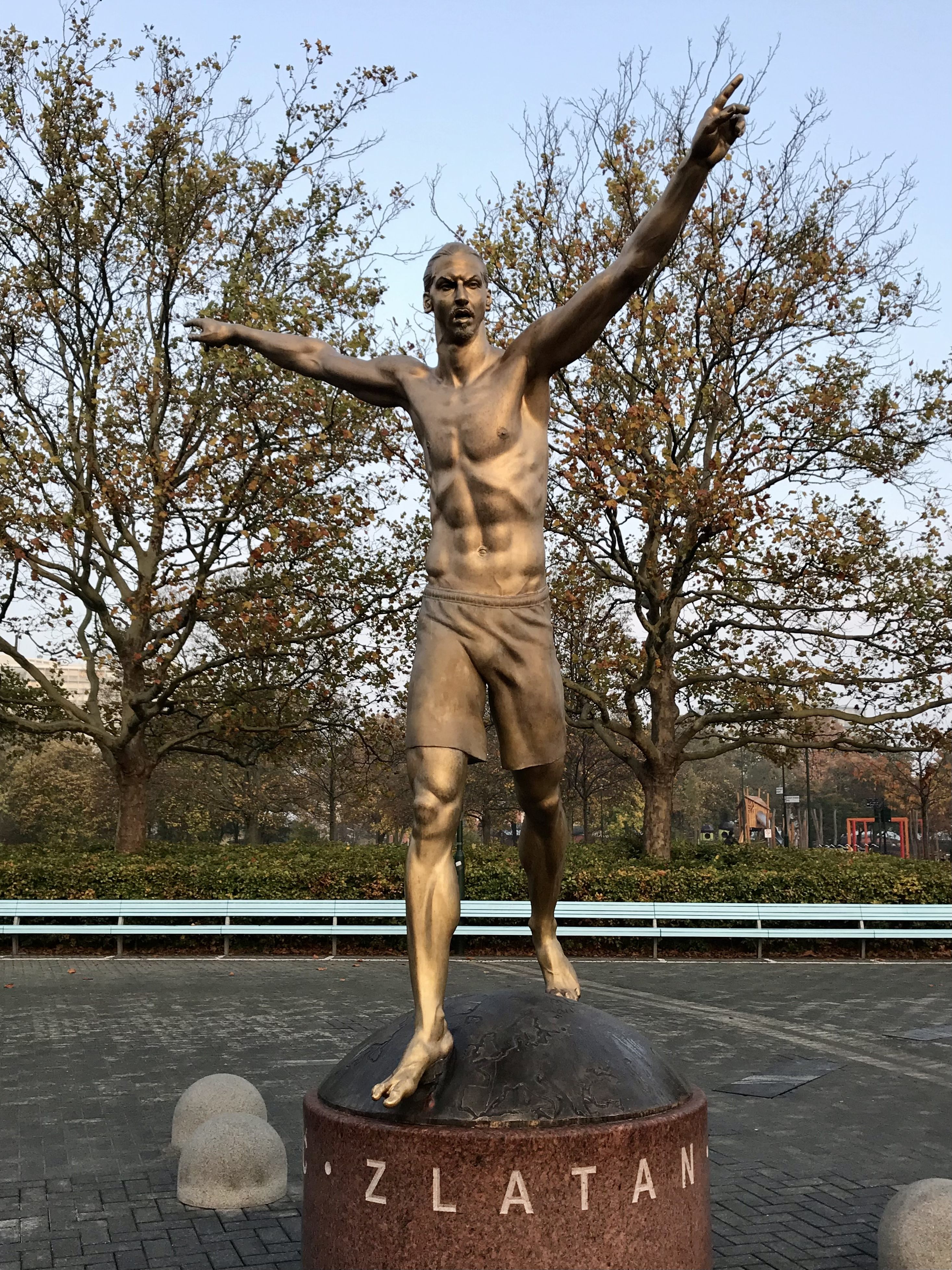
Zlatan av Peter Linde

Zlatan-skulpturen eller Zlatan-statyn är en skulptur skulpterad av Peter Linde i slutet av 2017, efter en beställning från Svenska Fotbollförbundet. Statyn föreställer den svenske fotbollsspelaren Zlatan Ibrahimović.
Skulpturen avtäcktes i oktober 2019 på Stadiontorget i Ibrahimovićs födelsestad Malmö. Efter beskedet att Ibrahimović blivit delägare i Stockholmsfotbollslaget Hammarby IF Fotboll utsattes statyn för upprepad vandalism och fraktades i januari 2020 bort för att genomgå en "komplex renoveringsprocess".

## Bakgrund
Statyn var ursprungligen tänkt att placeras vid Friends Arena i Solna.

## Invigning
Tisdagen den 8 oktober 2019 avtäcktes Zlatan-skulpturen på Stadiontorget i Malmö med över tusen personer på plats, inklusive Ibrahimović själv.

## Beskrivning
Den tre meter höga statyn visar Ibrahimović stående med öppna armar. Hans blick är fokuserad, och utan tröja och skor iförd endast shorts kliver han över jordklotet med bestämda steg. Skulpturen i brons väger 500 kilo. Fundamentet i röd granit väger åtta ton. Malmö stad anger att kostnaden var 550 000 kronor. En beräknad årlig driftkostnad på 15 000 kronor, som Malmö stad står för, tillkommer.
I marken runt skulpturen ligger granitplattor med inskriptioner som berättar om vilka klubbar Ibrahimović spelat i under olika perioder och de titlar han vunnit.

## Vandalism
I november 2019 vandaliserades skulpturen med vit sprayfärg och brännskadades med bengaler. Hot och hat mot Ibrahimović klottrades på konstverket. Händelserna inträffade efter att Ibrahimović blivit delägare i Hammarby IF Fotboll och sagt att han skulle verka för att göra Hammarby till den bästa fotbollsklubben i Skandinavien. I december 2019 sågades jack i figurens anklar, vilket enligt polisen innebar "viss rasrisk".
Efter vandaliseringen skyddades statyn av staket och väktare. Detta hjälpte dock inte. Natten mot den 22 december 2019 sprayades skulpturen med silverfärg och dess näsa och vänstra lilltå sågades bort.
Natten till den 5 januari 2020 sågades statyn av.
I januari 2020 hade kostnaden för vandaliseringarna kring statyn kostat Malmö stad 228 700 kronor.